# 阿约提亚

阿约提亚區域位置

阿约提亚（羅馬化：Ayodhyā，發音：[əˈjoːdʱjaː] ⓘ）为印度古城，位于北方邦阿约提亚县境内。阿约提亚城地处萨拉育河右岸、新德里以东555公里。被认为是印度教神祇罗摩的出生地。阿约提亚意译是“不可夺取、不可战胜”。

## 历史
据史料记载，印度的始祖与摩奴法典作者摩奴是此城的创始人。阿约提亚曾为拘萨罗王国首都。此城被印度教徒视为圣城，因为他们认为此城曾是《罗摩衍那》中的英雄罗摩王国的都城。
在佛教史料记载“阿踰陀”（梵語：Ayodhyā；巴利語：Ayojjhā）城北四五里外是“娑枳多”（Sāketa)，公元七世纪时，玄奘三藏曾到此城参访，当时这里有百餘所佛教寺院，三千名僧人，有十所印度教寺廟信眾不多。並記載无著菩萨就是在阿约提亚听弥勒菩萨说法，并将此内容写下来，这就是著名的弥勒五论，玄奘提及了其中三論《瑜伽師地論》、《大乘莊嚴經論頌》和《中邊分別論頌》。
有人認為「娑枳多」（或稱為 “沙奇”、“沙祇”或“沙祇大”）和阿約提亞為同一城，然而由於兩城分別被提到，所以應當有別。Rhys Davids 認為這兩城的關係近似於倫敦市和西敏市，彼此位置鄰近。
在19世纪末，此城有96座印度教庙宇、36座清真寺。也是在此圣城，诗人Tulsi Das写作了著名的罗摩史诗。在1990年代，阿约提亚成为印度教徒与穆斯林部落冲突的中心，1992年12月6日，印度教徒摧毁了建于1528年的巴布里清真寺。因为据说它正好建在了罗摩神出生的地方，这里曾有一座被穆斯林破坏了的印度神庙。为了避免宗教冲突的升级，印度政府收购了这块地盘。2003年8月印度考古調查局报告称，在有争议的建筑（清真寺）下面，确实有大型的建筑遗迹，一对印度天神的残缺塑像在此出土，此外还发现了一些印度教古典象征---荷花型的装饰物等。而后在此地进行的考古发掘证实了罗摩崇拜者的说法，印度教徒在此地重建罗摩神庙新庙，並已於2024年1月竣工。

## 其他
泰国城市阿瑜陀耶及印尼城市日惹的名字都来源于阿约提亚。這地方也是朝鮮半島傳說中金首露妻子許黄玉出生地。